# Karl Bennewitz von Loefen der Jüngere

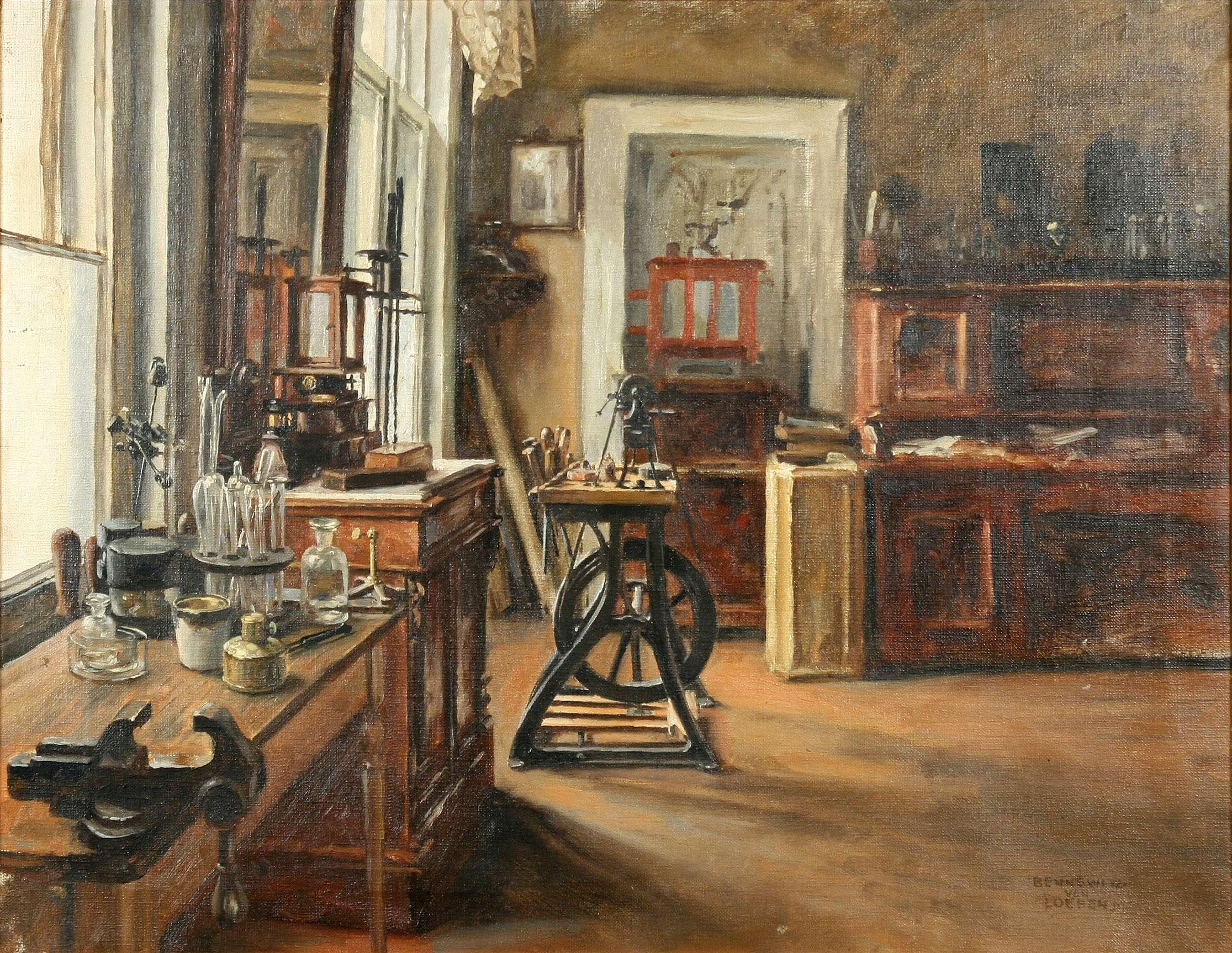
Interieur einer Werkstatt

Karl Heinrich Bennewitz von Loefen, bekannt als Karl Bennewitz von Loefen der Jüngere (* 14. August 1856 in Berlin; † 16. Dezember 1931 in Stettin), war ein deutscher Genre- und Porträtmaler.

## Leben
Karl Bennewitz von Loefen, der Sohn von Karl Bennewitz von Loefen dem Älteren, studierte zunächst an der Preußischen Akademie der Künste in Berlin. In den Jahren 1880 bis 1886/1887 besuchte er die Königlich Preußischen Kunstakademie in Düsseldorf, wo Eduard von Gebhardt, Julius Roeting, Carl Ernst Forberg und vor allem Wilhelm Sohn seine Lehrer waren. Danach verbrachte er zehn Jahre als freischaffender Künstler in München und wurde seit 1898 in Berlin ansässig, wo er u. a. in der Berliner Künstlerinnen-Schule unterrichtete.
Er beschäftigte sich mit der Porträt- und Genremalerei. Auf der Großen Berliner Kunstausstellung 1904 erhielt er eine kleine Goldmedaille.

## Tod und Grabmal

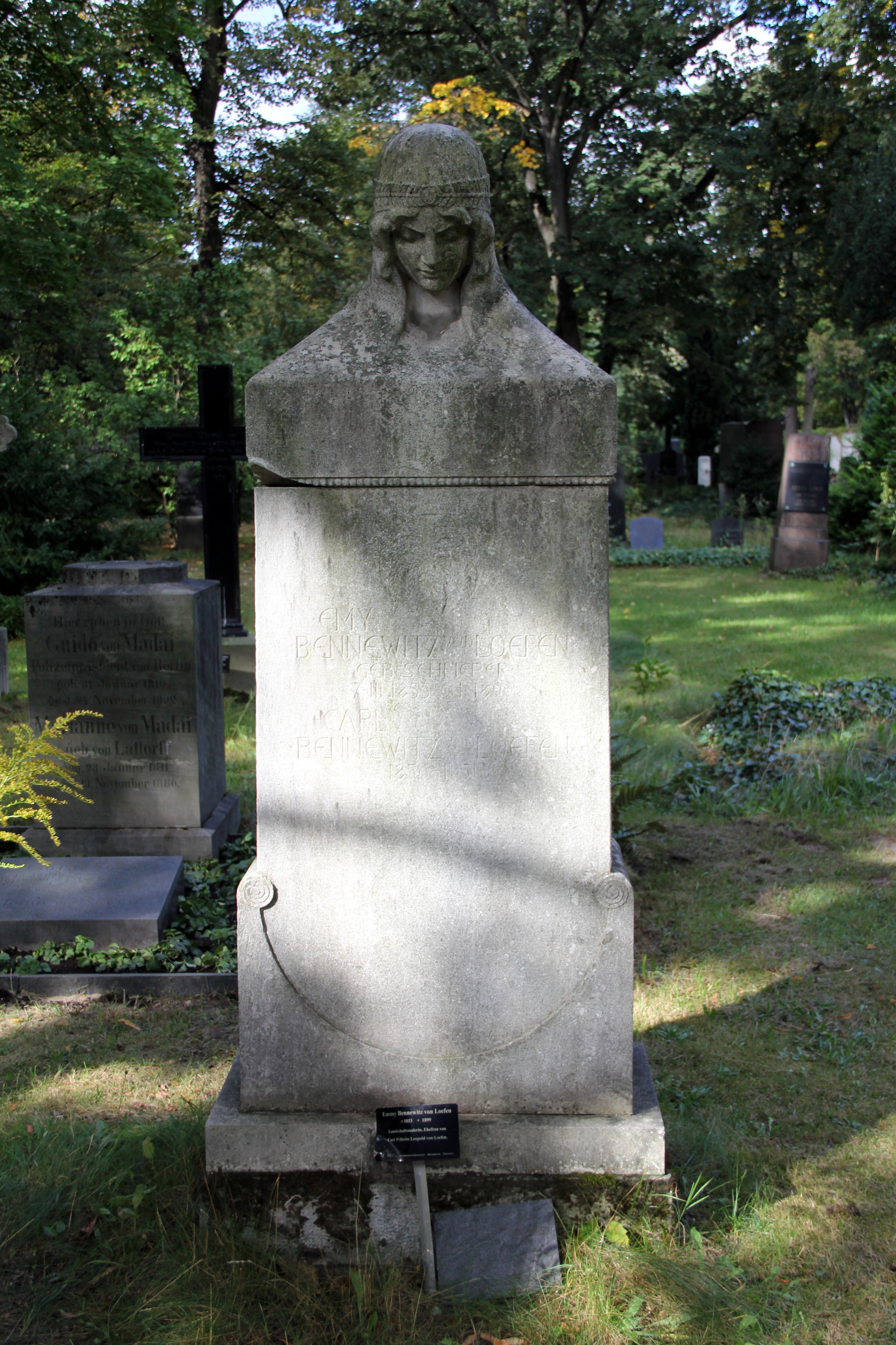
Grabmal des Ehepaars Bennewitz von Loefen

Karl Bennewitz von Loefen der Jüngere starb 1931 im Alter von 75 Jahren in Stettin. Beigesetzt wurde er auf dem Friedhof II der Jerusalems- und Neuen Kirche in Berlin-Kreuzberg.
Als Grabstein dient eine künstlerisch bemerkenswerte Stele aus Sandstein, die um 1900 für die früh verstorbene Gattin Emy geb. Schlieper (1853–1899) geschaffen wurde, die ebenfalls Malerin war. Der Grabpfeiler wird vom Haupt einer sinnenden oder trauernden jungen Frau bekrönt, deren langes Haar ein Schleier bedeckt. Die kantige Form des Grabpfeilers geht dabei fließend in die weichen Formen der Porträtplastik über. Über den Namen und Lebensdaten auf der Vorderseite der Stele ist eine Trauerweide zu erkennen. Das im Jugendstil geschaffene Grabdenkmal ist ein Werk des Bildhauers Ignatius Taschner, von dem auch das benachbarte Grabdenkmal für Karl Bennewitz von Loefen den Älteren stammt.